# ヒトにおける包括適応度
ヒトにおける包括適応度（ひとにおけるほうかつてきおうど、英: Inclusive fitness in humans）とは、ヒトの社会的行動、関係性、協力に対する包括適応度理論の適用である。
包括適応度理論（および関連する血縁選択説理論）は、生物における社会的行動の進化を理解するための方法を提案する進化生物学における一般理論である。これらの理論に関連する様々な考え方は、非ヒト生物の社会的行動の研究において影響力を持ってきたが、ヒトの行動への適用については議論が行われてきた。
包括適応度理論は、社会的形質が生物の個体群において広く普及するように進化し得る統計的基準を記述するものとして広く理解されている。しかし、これを超えて、一部の科学者たちは、この理論がヒトと他の動物の両方における社会的行動の発現がどのように媒介されるかについて予測を行うと解釈してきた。典型的には、遺伝的関係性が社会的行動の発現を決定するというものである。他の生物学者や人類学者は、その統計的進化的関連性を超えて、この理論は必ずしも遺伝的関係性そのものが生物における社会的行動の発現を決定することを意味するものではないと主張する。その代わりに、社会的行動の発現は、共有された場所、共有された養育環境、親密さ、または遺伝的関係性と相関する他の文脈的手がかりなどの相関条件によって媒介される可能性があり、決定論的ではなく統計的進化基準を満たすことになる。前者の立場はまだ議論を呼んでいるが、後者の立場はヒトの親族慣行に関する人類学的データとより良く適合しており、文化人類学者によって受け入れられている。

## 歴史
進化生物学の視点をヒトとヒトの社会に適用することは、人類に関する代替的な視点との明らかな非互換性のために、しばしば論争と議論の期間をもたらしてきた。初期の論争の例には、種の起源への反応や進化論裁判が含まれる。包括適応度理論とその社会生物学における使用により直接的に関連する後の論争の例には、社会生物学研究グループの会合での物理的な対立や、より頻繁には知的な議論、例えばサーリンズの1976年の著書『The use and abuse of biology』、ルーウォンティンらの1984年の『Not in Our Genes』、キッチャーの1985年の『Vaulting Ambition:Sociobiology and the Quest for Human Nature』などが含まれる。これらの後の議論の一部は、ハミルトンの包括適応度理論の研究に影響を受けた（ただし必ずしも支持されたわけではない）ウィルソンの1975年の著書『Sociobiology: The New Synthesis』に対して、他の科学者、生物学者、人類学者によって提起された。
ヒトへの包括適応度理論の適用における主要な議論は、生物学者と人類学者の間で、ヒトの親族関係（ヒトの連帯と利他的活動・実践の大きな要素と考えられる）が必然的に遺伝的関係性や血縁関係（「血族関係」）に基づいているか、またはそれらによって影響を受けているかという程度をめぐって行われてきた。ほとんどの社会人類学者の立場は、サーリンズ（1976）によって要約されており、ヒトにとって「『近い』と『遠い』[親族]のカテゴリーは血族関係の距離とは独立に変化し、これらのカテゴリーが実際の社会的実践を組織化する」（p.112）というものである。理論をヒトに直接適用したい生物学者はこれに同意せず、「『近い』と『遠い』のカテゴリーは、地球上のどの社会においても『血族関係の距離とは独立に変化しない』」と主張する（デイリーら 1997、p282）。
この不一致は、多くの生物学者によって血縁関係/遺伝的関係と利他主義の間の関連性がどのように概念化されているかという点で重要である。生物学者によって、包括適応度理論はヒトと他の動物の両方において行動がどのように媒介されるかについて予測を行うと頻繁に理解されている。例えば、進化心理学者のロビン・ダンバーと同僚によってヒトに対して最近実施された実験は、彼らの理解では、「利他的行動がハミルトンの法則によって媒介されるという予測を検証する」（包括適応度理論）ように設計され、より具体的には「参加者がハミルトンの法則に従うならば、投資（利他的な立場が保持される時間）は参加者と受け手の関係性の程度に応じて増加するはずである。実際、我々は投資が関係性の経路に沿って差異的に流れるかどうかを検証した」ものであった。彼らの結果から、「ヒトの利他的行動はハミルトンの法則によって媒介される...ヒトは包括適応度を最大化するように行動する：彼らはより遠い関係の個体よりも近い親族に利益を与えることをより望む」と結論付けた（マドセンら 2007）。この立場は、親族関係と利他主義に関する数十年にわたって収集された大量の民族誌データと両立しないとして、社会人類学者によって拒否され続けている。そのデータは、多くのヒト文化において、親族関係（利他主義を伴う）は必ずしも遺伝的関係と密接に対応しないことを示している。
上記のような、ヒトの親族関係と利他主義がどのように媒介されるかについて必然的に予測を行うものとしての包括適応度理論の理解は進化心理学者の間で一般的であるが、他の生物学者や人類学者は、これは包括適応度理論の理解として最良でも限定的（最悪の場合は誤った）であると主張している。これらの科学者は、この理論は単に利他的行動の出現のための進化的基準を記述するものとしてより良く理解され、それは明示的に統計的な性質を持つものであり、必ずしも遺伝的関係性（または血縁関係）そのものによって決定される必要のない利他的行動の近接的または媒介的メカニズムを予測するものではないと主張する。包括適応度理論とヒトの行動についてのこれらの非決定論的で非還元論的な理解は、ヒトの親族関係に関する人類学者の数十年にわたるデータと両立可能であり、ヒトの親族関係に関する人類学者の視点とも両立可能であると主張されてきた。この立場（例えば養育的親族関係）は社会人類学者によって広く受け入れられているが、前者の立場（進化心理学者によってまだ保持されている、上記参照）は社会人類学者によって拒否されたままである。

## 理論的背景

### 理論的概要
包括適応度理論は、1960年代初頭にウィリアム・ドナルド・ハミルトンによって最初に提案され、個体の生存と繁殖にとってコストのかかる社会的行動が、それにもかかわらず特定の条件下で出現する可能性のある、生物における社会的形質の潜在的進化のための選択基準を提案する。主要な条件は、社会的形質または行動の重要な利益が、その社会的形質も持つ他の生物（の生存と繁殖）に蓄積する統計的可能性に関係する。包括適応度理論は、同じ社会的形質のコピーを伝播する可能性のある他の生物に蓄積する社会的形質の統計的確率の一般的な扱いである。血縁選択説理論は、その形質を持ち伝播する可能性のある近縁の遺伝的親族（生物学者が「血縁」と呼ぶもの）に蓄積する利益のより狭いが直接的なケースを扱う。社会的形質が他の可能性のある保持者と十分に相関する（より適切には回帰する）条件下では、将来の世代における社会的形質の純粋な全体的な繁殖の増加が結果として生じる可能性がある。
この概念は、自然選択がどのように利他主義を永続させることができるかを説明するのに役立つ。親族とその子孫を助け、保護するような方法で生物の行動に影響を与える「利他主義遺伝子」（または遺伝子の複合体または遺伝的要因）が存在する場合、この行動は共通の祖先のために親族が利他主義者と遺伝子を共有する可能性が高いため、個体群における利他主義遺伝子の割合を増加させることもできる。形式的な用語では、そのような遺伝子の複合体が生じた場合、ハミルトンの法則（rb>c）は、そのような形質が個体群において頻度を増加させるための選択基準（関係性（r）、コスト（c）、利益（b）の点で）を指定する（詳細については包括適応度を参照）。ハミルトンは、包括適応度理論は、それ自体では、与えられた種が必然的にそのような利他的行動を進化させることを予測しないと指摘した。なぜなら、個体間の相互作用の機会または文脈が、そもそもいかなる社会的相互作用が生じるためにもより一次的で必要な要件だからである。ハミルトンが述べたように、「利他的または利己的な行為は、適切な社会的対象が利用可能な場合にのみ可能である。この意味で、行動は最初から条件付きである」（ハミルトン 1987、420）。言い換えれば、包括適応度理論は特定の利他的形質の進化のための必要な基準の集合を指定するが、種の典型的な生態、人口統計、生活パターンもまた、それらの相互作用に関して社会的形質の潜在的な精緻化が進化する前に、個体間の社会的相互作用が生じることを可能にしなければならないため、任意の種におけるそれらの進化のための十分な条件を指定しない。

### 理論の初期の提示
包括適応度理論の初期の提示（1960年代半ば、『社会的行動の遺伝的進化』を参照）は、社会的進化の可能性についての一般的な数学的事例の提示に焦点を当てていた。しかし、多くの野外生物学者は主に経験的現象の観察と分析の指針として理論を使用するため、ハミルトンは、社会的形質がその可能性のある保持者間の必要な統計的相関を効果的に達成する可能性のある、生物において観察可能な近接的行動メカニズムについても推測した。
ハミルトンはここで、社会的形質が理論によって指定された相関の基準を満たす可能性のある2つの広範な近接的メカニズムを提案した：
血縁認識(能動的識別)：社会的形質が混合個体群での相互作用において異なる遺伝的関係性の程度を区別し、遺伝的関係性の検出に基づいて社会的行動を（肯定的に）識別することを可能にする場合、利他主義の受け手の平均的な関係性は基準を満たすのに十分高くなる可能性がある。同じ論文の別のセクション（54ページ）で、ハミルトンは他者における自身のコピーを識別する「超遺伝子」が遺伝的関係性についてより正確な情報を与えるために進化する可能性があるかどうかを検討した。彼は後に（1987年、以下参照）これは誤った考えであると考え、その提案を撤回した。
粘性のある個体群（空間的手がかり）：個体が自身の出生地の生息域から低い分散率または短い分散距離を持つ「粘性のある」個体群では、無差別な利他主義でさえ相関を達成する可能性がある。ここでは、社会的パートナーは系譜学的に近い関係にあることが一般的であり、したがって血縁認識と血縁識別能力がない場合でも利他主義は繁栄することができる—空間的近接性と状況的手がかりが必要な相関を提供する。
これらの2つの代替的な提案は、生物学者が理論をどのように理解し、生物の行動の中で何を探すかについて重要な影響を与えた。数年以内に、生物学者たちは包括適応度理論の必要な予測であると仮定して、生物における「血縁認識」メカニズムの証拠を探し始め、「血縁認識」研究の分野が生まれた。

### 後の理論的改良
包括適応度理論をめぐる一般的な混乱の源は、ハミルトンの初期の分析に、後の出版物で彼によって修正されたものの、生物の行動の理解に包括適応度を適用しようとする他の研究者によって完全には理解されていない不正確さが含まれていたことである。例えば、ハミルトンは当初、彼の定式化における統計的相関が遺伝的関係性の相関係数によって理解できると示唆したが、一般的な回帰係数がより適切な指標であるというジョージ・プライスの修正を素早く受け入れ、1970年に共同で修正を発表した。関連する混乱は、包括適応度と群選択の関係であり、これらは多くの場合、誤って相互に排他的な理論であると仮定される。回帰係数はこの関係を明確にするのに役立つ。
ハミルトンはまた、社会的形質が遺伝的関係性との必要な相関を達成する可能性のある媒介メカニズムについての考えを後に修正した。具体的には、実際の遺伝的関係性を認識する生得的能力（および「超遺伝子」）が血縁の利他主義の可能性のある媒介メカニズムであるという彼の初期の推測を修正した。
近交回避についての指摘は重要である。なぜなら、有性生物の全ゲノムは近親交配を避けることから利益を得るからである。社会的形質に対する選択圧と比較して、異なる選択圧が働いている（詳細については血縁認識を参照）。
ハミルトンの1964年の能動的識別メカニズムについての推測（上記）以来、リチャード・ドーキンスのような他の理論家たちは、遺伝子が他の個体における自身のコピーを認識し、この基礎に基づいて社会的に識別するメカニズムに対する負の選択圧があるだろうと明確にした。ドーキンスは彼の緑髭効果思考実験を用いた。そこでは、社会的行動の遺伝子が、その遺伝子の他の保持者によって認識できる特徴的な表現型も引き起こすと想像される。ゲノムの残りの部分における相反する遺伝的類似性のため、緑髭の利他的犠牲が減数分裂ドライブを介して抑制されるような選択圧が働くだろう。

### 継続する誤解
ハミルトンの後の明確化はしばしば見過ごされ、血縁選択が血縁認識の生得的能力を必要とするという長年の仮定のために、一部の理論家は後にその立場を明確にしようとした。
「血縁選択は血縁識別を必要とする」という仮定は、研究された多くの生物種（社会性哺乳類を含む）において、限定的な分散と共有された発達的文脈に基づく社会的協力の空間的手がかりに基づく媒介という、より簡潔な可能性を曖昧にしてきた。ハミルトンが指摘したように、「利他的または利己的な行為は、適切な社会的対象が利用可能な場合にのみ可能である。この意味で、行動は最初から条件付きである」（ハミルトン 1987、上記のセクションを参照）。社会的形質が出現するために社会的行為者間の相互作用の信頼できる文脈が常に必要条件であるため、相互作用の信頼できる文脈は必然的に存在し、文脈依存的な手がかりによって社会的行動を媒介するために活用される。限定的な分散と信頼できる発達的文脈の媒介メカニズムに焦点を当てることで、社会的絆と社会的行動の手がかりに基づく媒介に基づいて、ヒトを含む様々な種に血縁選択と包括適応度理論を適用する上で重要な進展が可能となった（以下を参照）。

## 哺乳類の証拠
哺乳類において、他の種と同様に、ニッチと人口統計学的条件は、遺伝的に関連した個体間の相互作用の頻度と状況を含む、個体間の典型的な相互作用の文脈を強く形作る。哺乳類は様々な生態学的条件と様々な人口統計学的配置に存在するが、遺伝的に関連した個体間の特定の相互作用の文脈は、選択が作用するのに十分な信頼性がある。新生哺乳類は多くの場合動けず、常に栄養豊富な母乳による授乳と保護のために世話をする者への完全な依存（社会的依存と言えるだろう）状態にある。この基本的な社会的依存は、ヒトを含むすべての哺乳類にとって生活の事実である。これらの条件は、ほとんどの哺乳類種において、繁殖メスとその子孫の間の遺伝子のレプリカの統計的関連性が存在する（そして進化的に典型的であった）信頼できる空間的文脈をもたらす。この出生の文脈を超えて、関連する個体間の頻繁な相互作用の拡張された可能性は、より変動的であり、群れ生活対孤独生活、交配パターン、成熟前の発達期間、分散パターンなどに依存する。例えば、メスが一生を出生群で過ごす群れ生活の霊長目では、母親や祖母などを通じて関連するメス個体間の相互作用の生涯にわたる機会が存在するだろう。これらの条件はまた、手がかりに基づくメカニズムが社会的行動を媒介するための空間的文脈を提供する。
上記の例に加えて、哺乳類種からの広範な証拠は、遺伝的関係性そのものではなく、共有された文脈と親密さが社会的絆を媒介するという発見を支持する。交差養育研究（共有された発達環境に無関係な若い個体を置くこと）は、無関係な個体が通常の同腹子のように結びつき、協力することを強く実証している。したがって、証拠は、結びつきと協力が遺伝的関係性の能動的認識によってではなく、近接性、共有された文脈、親密さによって媒介されることを示している。これは、包括適応度理論が社会的協力が遺伝的関係性を介して媒介されると予測すると主張したい生物学者にとって問題である。むしろ、理論は単に社会的形質が遺伝的に関連した生物の統計的関連性が存在する条件下で進化し得ると述べているに過ぎない。前者の立場は協力行動の発現が遺伝的関係性によって多かれ少なかれ決定論的に引き起こされると見なすが、後者の立場はそうではない。共有された文脈によって媒介される協力と、遺伝的関係性そのものによって媒介される協力との区別は、包括適応度理論がヒトの社会的パターンに関する人類学的証拠と両立可能かどうかについて重要な意味を持つ。共有された文脈の観点は大きく両立可能であるが、遺伝的関係性の観点はそうではない（以下を参照）。

## ヒトの親族関係と協力
ヒトの社会的協力に対する包括適応度理論の意味をどのように解釈するかについての議論は、上記の主要な誤解の一部と並行してきた。当初、ヒトに興味を持つ進化生物学者は、他の種を研究する同僚とともに、ヒトの場合に「血縁選択は血縁識別を必要とする」と誤って仮定した（上記のウェストらを参照）。言い換えれば、多くの生物学者は、ヒト社会における利他主義と協力を伴う強い社会的絆（人類学の親族関係の分野によって長年研究されてきた）が、必然的に遺伝的関係性（または「血縁関係」）の認識に基づいて構築されていると仮定した。これは、19世紀に起源を持つ人類学における歴史的研究（親族の歴史を参照）とよく適合するように見えた。その研究はしばしば、ヒトの親族関係が血縁関係の認識の上に構築されていると仮定していた。
しかし、包括適応度理論の出現とは独立に、1960年代以降、多くの人類学者自身が彼ら自身の民族誌データにおける知見のバランスを再検討し、ヒトの親族関係が血縁関係によって「引き起こされる」という考えを否定し始めた（親族を参照）。人類学者は、様々な文化集団から1世紀以上にわたってヒトの社会的パターンと行動に関する非常に広範な民族誌データを収集してきた。そのデータは、多くの文化が（系譜学的な意味での）「血縁関係」を彼らの親密な社会的関係と親族の絆の基礎とは考えていないことを示している。代わりに、社会的絆はしばしば、一緒に住むこと（同居）、近くで寝ること、一緒に働くこと、食事を共にすること（共食）、その他の形態の共有された生活を含む、場所に基づいた共有された状況に基づいていると考えられている。比較人類学者は、「血縁関係」が必ずしも存在するかどうかにかかわらず、これらの共有された状況の側面がほとんどのヒトの文化における親族関係に影響を与える重要な要素であることを示してきた（以下の養育的親族関係を参照）。
血縁関係（および遺伝的関係性）は、哺乳類の場合（上記のセクション）と同様に、しばしば親族関係と相関するが、ヒト社会からの証拠は、社会的絆と協力を媒介するメカニズムは遺伝的関係性そのものではなく、共有された文脈（ただし典型的には遺伝的親族から成る）とそこから生じる親密さであることを示唆する。これは、遺伝的関係性は親族集団における社会的絆の形成や、ヒトにおける利他主義の発現の決定メカニズムでもなく、必要でもないことを意味する。たとえ遺伝的関係性の統計的相関が、進化の時間スケールにわたって生物学的生物においてそのような社会的形質が出現するための進化的基準であったとしてもである。社会的形質の進化における遺伝的関係性の統計的役割と、社会的絆の媒介メカニズムと利他主義の発現における必要な決定的役割の欠如との間のこの区別を理解することは、包括適応度理論のヒトの社会的行動（および他の哺乳類）への適切な適用にとって重要である。

### 養育的親族関係
生物学者の親密さと共有された文脈が社会的絆を媒介することへの強調と両立して、ヒトの社会的関係の人類学的研究における養育的親族関係の概念は、近接して生活する個体間における様々な共有行為、ケアの行為、養育の遂行を通じて、そのような関係がどの程度もたらされるかを強調する。さらに、この概念は、広範なヒト社会において、人々が養育を与え、受け取り、共有することを主に理解し、概念化し、象徴化することを示す民族誌的知見を強調する。この概念は、ヒトの親族関係が基本的に「血縁関係」、他の形態の共有された実体、またはこれらの代用物（擬制的親族関係のように）に基づいているという以前の人類学的概念、および人々が普遍的にこれらの用語で彼らの社会的関係を主に理解するという付随する考えと対照的である。
社会的絆の本質とそれらを人々がどのように概念化するかについての養育的親族関係の視点は、デイビッド・M・シュナイダーの影響力のある『親族研究の批判』とホランドの後続の『社会的絆と養育的親族関係：文化的アプローチと生物学的アプローチの両立可能性』の後に強くなった。これらは、民族誌的記録だけでなく、生物学的理論と証拠も血縁の視点よりも養育の視点をより強く支持することを示している。シュナイダーとホランドの両者は、以前の血縁の親族理論は、人類学者自身の文化からの象徴と価値の不当な拡張に由来すると主張する（エスノセントリズムを参照）。